# المكتبة الوطنية الصينية
المكتبة الوطنية الصينية (بالصينية المبسطة: 中国国家图书馆؛ بالصينية التقليدية: 中國國家圖書館) مكتبة وطنية تقع في مدينة بكين الصينية، تحتوي على 31100000 مجموعة. وهي أكبر مكتبة في قارة آسيا وواحدة من أكبر المكتبات في العالم. فيها مجموعات متنوعة من الأدب الصيني والوثائق التاريخية في العالم.